# Dario Fo
Dario Fo (prononcé : [ˈdaːrjo ˈfɔ]), né le 24 mars 1926 à Sangiano près de Varèse en Lombardie (Italie) et mort le 13 octobre 2016 à Milan, est un écrivain italien, dramaturge, metteur en scène et acteur, ce qui en fait un « homme de théâtre complet ».
Époux de Franca Rame, il est aussi lauréat du prix Nobel de littérature en 1997. L'Académie suédoise indique qu'il « imite les bouffons du Moyen Âge, en flagellant l’autorité et en faisant respecter la dignité des opprimés ».
Connu pour ses engagements politiques libertaires, Dario Fo est l'un des dramaturges italiens les plus représentés dans le monde avec Goldoni.

Dario Fo a une admiration sans bornes pour un dramaturge vénitien du XVIe siècle, Angelo Beolco, dit Ruzzante, qu'il considère comme son « plus grand maître avec Molière ». Dans le discours pour la réception du prix Nobel de littérature, qu'il prononce à Stockholm en 1997, il rend un hommage appuyé à 

« un extraordinaire homme de théâtre de ma terre, peu connu … même en Italie. Mais qui est sans aucun doute le plus grand auteur de théâtre que l'Europe ait connu pendant la Renaissance avant l'arrivée de Shakespeare. »
Il insiste sur la qualité du théâtre de Ruzzante, qu'il considère comme « le vrai père de la Commedia dell'arte, qui inventa un langage original, un langage de et pour le théâtre, basé sur une variété de langues : les dialectes de la Vallée du Pô, des expressions en latin, en espagnol, même en allemand, le tout mélangé avec des onomatopées de sa propre invention. »

## Biographie

### Famille et jeunesse
Dario Fo est le fils de Felice Fo  (chef de gare et acteur de théâtre amateur) et de Pina Rota, connus pour leurs activités antifascistes[réf. nécessaire].
Après l'armistice du 8 septembre 1943, et l'appel aux armes de la République de Salò qui venait d'être créée, il se porte volontaire en devançant l'appel dans l'armée fasciste d'abord dans la défense antiaérienne à Varèse puis au bataillon parachutiste A. Mazzarini et au Battaglione Azzurro di Tradate.
Le 9 juin 1977, un hebdomadaire de Borgomanero, Il Nord, dirigé par Gian Felice Cerutti, publie un article d'Angelo Fornara, sous le titre « Le rouge Fo dit Dario était fasciste ». Fo porta plainte pour diffamation et se porta partie civile. Lors de la première audience du 7 février 1978, Fo prétendit qu’il s’était infiltré pour renseigner les partisans et protéger sa famille. Le journaliste, Luciano Garibaldi, publia dans l’hebdomadaire GENTE une photographie montrant Fo au milieu de ses camarades de combat qui avaient attaqué des partisans. S’ajoutèrent aussi des témoignages de supérieurs militaires de Fo à cette époque qui confirmèrent son engagement et du chef partisan  Giacinto Luzzarini qui indiqua tout ignorer d'éventuels liens avec la résistance. Par jugement en date du 7 mars 1980 le tribunal de Varèse indiqua qu’il était « parfaitement légitime de définir Dario Fo comme un membre de la RSI (repubblichino) et comme un chasseur de partisans ». Fo ne fit pas appel et le jugement est définitif.

### Années 1950

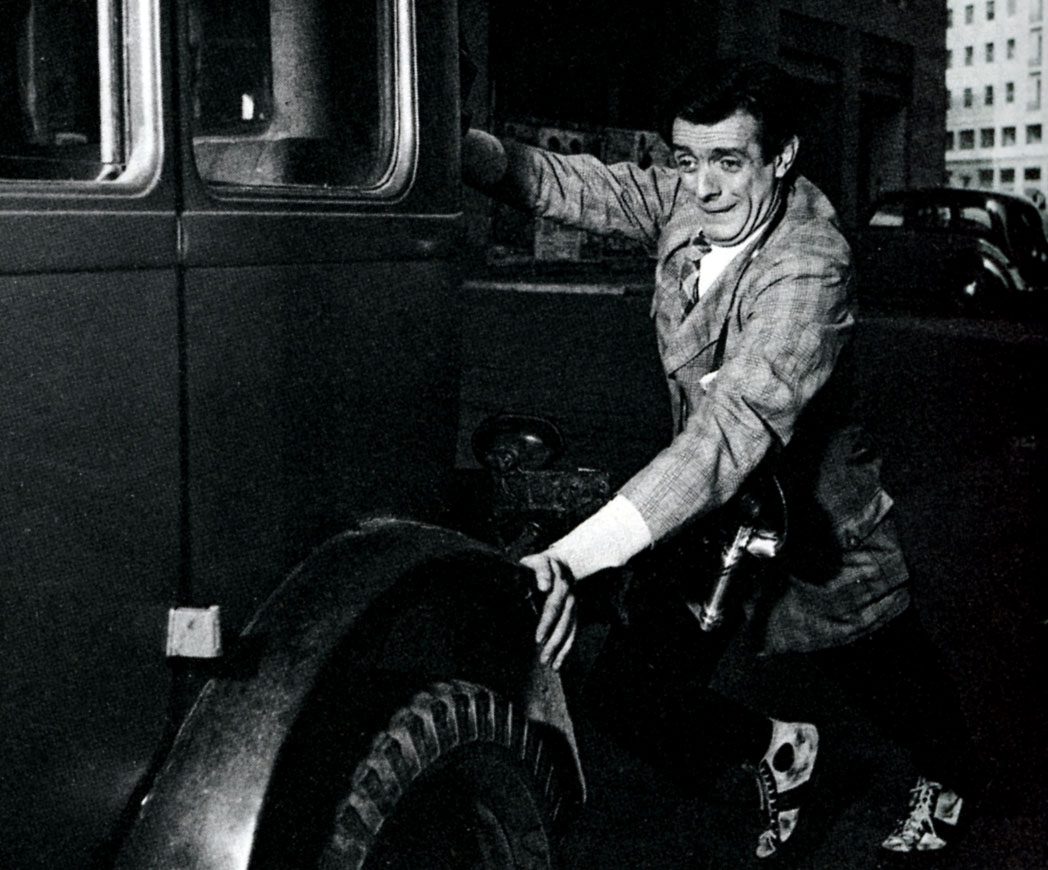
Dario Fo dans Lo svitato.

Dario Fo sort diplômé en 1950 de l'Académie des beaux-arts de Brera de Milan dans la section Architecture. Il y avait étudié la mise en scène et fut intrigué puis finalement obsédé par la découverte des grandes machineries de la Renaissance. Il y avait aussi cultivé son goût pour la peinture.
Il débute à la radio (Sette Giorni a Milano et Rosso e Nero) et à la télévision, où il joue, avec son accent lombard, les monologues satiriques qu'il écrit et qui se veulent des fresques délirantes.
À partir de 1952, avec Franco Parenti (it) et Giustino Durano, il s'illustre en tant qu'acteur de cabaret dans des pièces comiques à sketchs, présentant des situations absurdes, au texte rapide, joué avec une précision millimétrique : Il dito nell'occhio. Il y rencontre Franca Rame qu'il épouse à Milan à la basilique Sant'Ambrogio, le 24 juin 1954.
Avec elle, il part pour Rome, où il est embauché pour collaborer à la mise en scène de plusieurs films de 1955 à 1958 : Lo svitato (1956), Souvenir d'Italie (1957), Les Époux terribles (Nata di Marzo, 1958).
Parallèlement, il fonde avec Franca Rame une compagnie théâtrale, et crée des pièces courtes, qui s'inspirent de Georges Feydeau ou d'Eugène Labiche pour la mécanique de scène et de Jacques Tati ou Charles Chaplin pour le caractère des personnages. Il joue aussi dans des pièces de Shakespeare et de Molière, ainsi que dans des farces traditionnelles et régionales issues du répertoire de Franca Rame. Au côté de son épouse, Fo commence à affiner son registre, caractérisé par une transposition du théâtre médiéval et de l'art populaire dans la réalité politique italienne du XXe siècle. Le point de vue des laissés-pour-compte (ouvriers, prolétaires) est prédominant et le message subversif de ses productions est rendu possible par l'effet d'exagération, le sens de la caricature et la stylisation propres aux spectacles de cabaret.
En 1959, sa pièce de théâtre, Les archanges ne jouent pas au flipper (it) (Gli arcangeli non giocano a flipper), écrite en une vingtaine de jours, le propulse au rang des dramaturges en vogue et lance sa carrière internationale, à raison d'une pièce nouvelle chaque automne, jusqu'en 1967.

### Années 1960

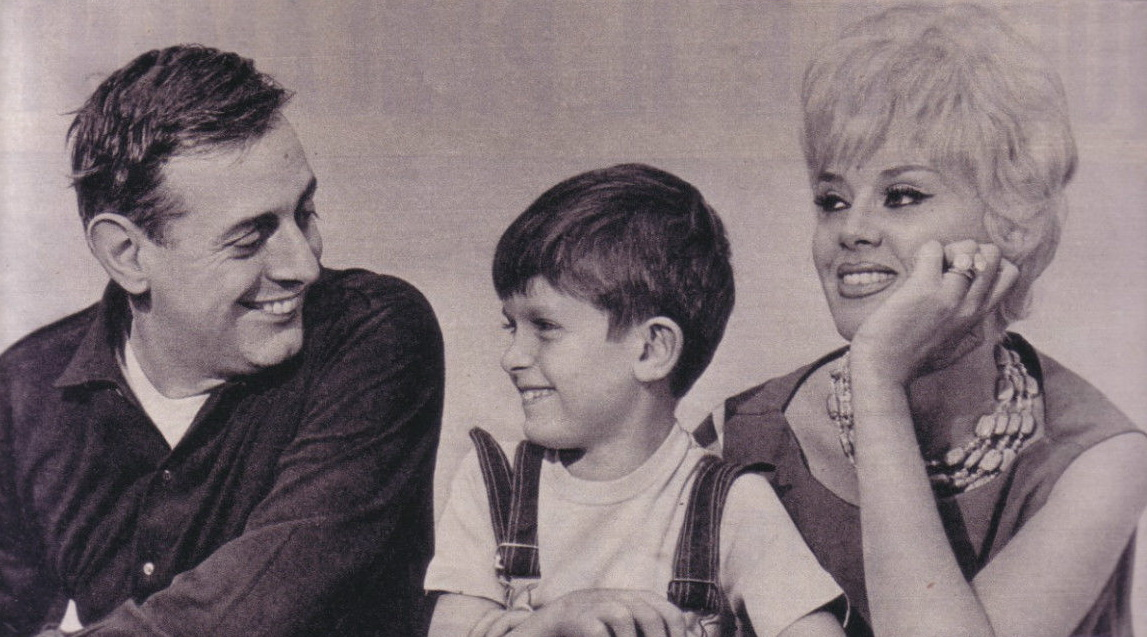
Dario Fo avec Franca Rame et leur fils en 1962.

Le style de Dario Fo perpétue la tradition de la commedia dell'arte, des clowns italiens et de la farce médiévale. Il puise également son inspiration dans l'art des bateleurs, comme dans l'œuvre de dramaturges majeurs du XXe siècle à l'instar de Vladimir Maïakovski et Bertolt Brecht. L'improvisation, le déluge verbal, l'onomatopée, la performance physique et l'enchaînement de gags fondent les principales caractéristiques de ses pièces. L'utilisation de parlers populaires, d'accents régionaux et de formules idiomatiques occupe également une place centrale. Le théâtre de Fo se démarque par une esthétique grotesque, faisant la part belle au délire, aux allusions scatologiques et aux notations grivoises. À noter aussi un remarquable sens de l'économie et d'invention dans l'utilisation de rares accessoires ou dans la gestuelle des acteurs. Par exemple, les interprètes feignent un travail réel sur des métiers à tisser imaginaires dans Le Métier à tisser (Il telaio, 1969). Chez Fo, un même acteur interprète plusieurs personnages et porte un masque, un accoutrement ou un maquillage volontairement simple et délibérément trivial ou bouffon. L'auteur cherche souvent à dépasser le cadre de la représentation scénique en la parodiant et en la renvoyant à sa nature d'artifice. Le naturalisme est farouchement rejeté et le faux et l'invraisemblable sont célébrés. Fo rompt ainsi le pacte tacite de croyance du spectateur en ce qu'il voit et a recours au métathéâtre : il n'est pas rare de voir les comédiens s'adresser au public, utiliser la salle comme extension de la scène, commenter les objets du décor, critiquer ouvertement la progression dramatique de la pièce et émettre des jugements sur les contraintes imposées par la préparation d'un rôle.
Quant au fond, le comique, la fantaisie et la satire s'inscrivent dans une perspective éminemment politique, voire militante : la charge sociale aux accents anti-conformistes, anti-capitalistes et anti-cléricaux est toujours présente, entraînant fréquemment la censure, qui se révéla particulièrement féroce en 1962 pour une émission télévisée, Canzonissima, où le couple Fo-Rame est médiatiquement lynché, car on tolérait encore qu'ils fassent rire de petites salles de théâtre, mais on s'effrayait du message corrosif qu'ils pourraient faire passer avec les médias.
Par conviction « anti-bourgeoise », refusant de poursuivre le rôle de « bouffon de la bourgeoisie », ils amènent le théâtre dans les usines et les maisons du peuple, s'inspirant de l'idée de théâtre national populaire du TNP et des pièces de Brecht. Les spectateurs viennent souvent pour la première fois au théâtre pour voir une de ses pièces. Dans le numéro 1 du 6 janvier 1966 à la p. 3 du Pioniere de l'Unité une lettre de lui est publiée aux amis d'Atomino
Après 1968, la compagnie est organisée en coopérative pour éviter les contrôles aussi bien économiques que politiques. Les spectateurs deviennent des adhérents et chaque pièce est suivie d'un débat. Les thèmes sont plus explicitement politiques et provocateurs. Grande pantomima con bandiere e pupazzi piccoli e medi (Grande Pantomime avec drapeaux et pantins petits et moyens) est une des pièces emblématiques de cette période.
Franca Rame rapporte qu'il est arrivé durant cette période que l'évêque de Vicence demande à la police d'arracher toutes les affiches de leur spectacle ou que, refusant les coupes imposées dans leur texte par la censure, ils ont joué malgré tout le texte original en risquant ainsi l'arrestation immédiate. Le manuscrit des Arcangeli aurait ainsi fait l'objet de 280 plaintes et demandes de censure, de la part de la police, à chaque fois que la pièce était jouée. Dario Fo fut même défié en duel par un militaire ne supportant pas des répliques moqueuses sur l'armée dans l'histoire de Christophe Colomb remaniée dans Isabelle, trois caravelles et un charlatan (Isabella, tre caravelle e un cacciaballe).
Grand connaisseur de l'art clownesque, il aide à la notoriété d'artistes comme les Colombaioni (avec qui il crée en 1967 La signora è da buttare) et les Macloma quelques années plus tard.
En 1969, Mystère bouffe est un spectacle seul-en-scène inspiré des mystères et des « jongleries » populaires du Moyen Âge. La pièce utilise fréquemment le gromelot, langage peu compréhensible et véhément, dont seuls certains passages, parfois dialectaux, sont vaguement compréhensibles. Le gromelot suscite immanquablement le rire du public et sa complicité.

### Années 1970

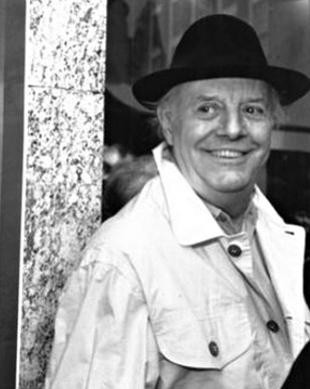
Dario Fo en 1976.

Les tracasseries administratives attirent l'attention et lui amènent un public toujours plus grand. Dario Fo crée le groupe Nuova Scena dans un hangar et compte plus d'abonnés, dès la première saison, que le Piccolo Teatro de Milan ; l'endroit est un lieu de discussions animées. Il fonde aussi le collectif La Commune pour développer le théâtre de rue, se démarquant ainsi du parti communiste.
Inspiré d'un fait réel, en 1970, Mort accidentelle d'un anarchiste (Morte accidentale di un anarchico) donne avec humour et brio, sa version abracadabrante du cas de l'anarchiste Giuseppe Pinelli, dont la garde à vue, à la questure de Milan, s'était soldée par une défenestration mal expliquée. L'anarchiste serait un de ces personnages de soi-disant « fous » ou « bouffons », que Dario Fo affectionne et qu'il utilise fréquemment dans ses pièces pour les effets comiques absurdes qu'il peut créer avec et pour pouvoir contourner la censure.
Dario Fo réussit à se débattre aussi bien avec les pressions extérieures, que les dissensions internes au collectif, (qui se sépare en 1972), tout en réussissant à écrire plusieurs pièces par an. L'année suivante, un drame surgit dans la vie de son couple : Franca Rame est enlevée, torturée et violée pendant plusieurs heures par des militants d'extrême droite. Rame ne réussira à évoquer ce traumatisme que dans les années 1980.
En 1974, il inaugure son propre théâtre dans un ancien marché couvert, la Palazzina Liberty, avec sa pièce à succès Faut pas payer ! (Non si paga, non si paga !) , satire pittoresque et acerbe du monde industriel et de la société de consommation.
En 1977, ses principales pièces passent finalement à la télévision dans un cycle intitulé Le Théâtre de Dario Fo, qui le fait connaître du grand public. Il est même quelque temps présent dans le hit-parade comme parolier. D'ailleurs, nombreuses sont ses pièces accompagnées de chansons.

### Années 1980

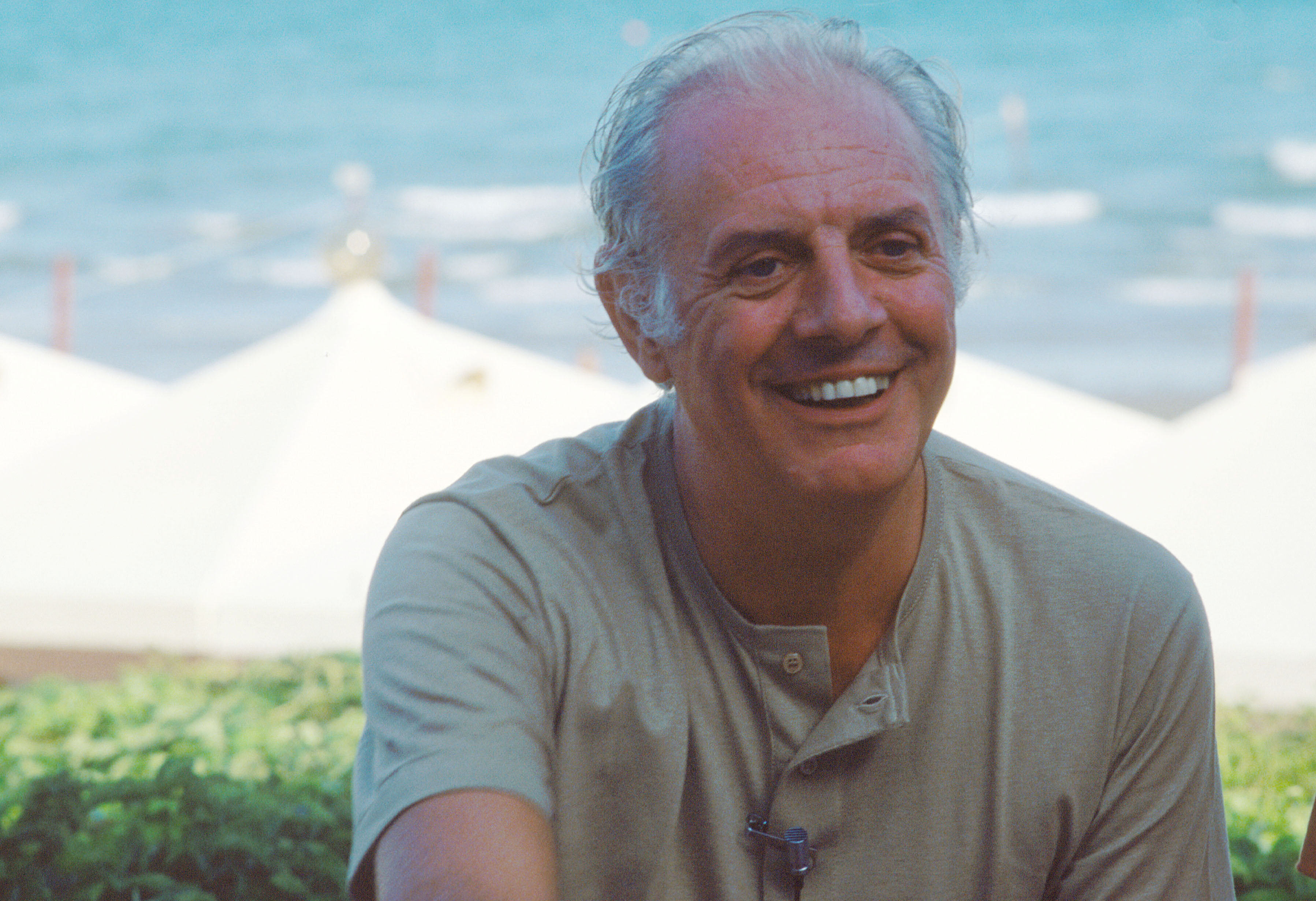
Dario Fo en 1985.

Anticonformiste, provocateur, engagé politiquement à l'extrême gauche, Dario Fo a de nombreux démêlés avec la justice italienne et le Vatican tout comme le Parti communiste italien. Interdit de séjour aux États-Unis en 1980, il reçoit le prix Sonning en 1981 et en décembre de cette même année, au théâtre de l'Est parisien à Paris, il est l'auteur, le metteur en scène et l'unique acteur du spectacle « Histoire du tigre et autres histoires ».

### Années 1990
En 1990, Dario Fo met en scène Le Médecin malgré lui et Le Médecin volant deux courtes pièces de Molière à la Comédie-Française.
Si la tolérance s'est accrue, Dario Fo continue ses charges en s'inspirant aujourd'hui toujours plus de l'actualité. En 1989, Il papa e la strega (Le pape et la sorcière) est une charge anticléricale à propos d'une loi anti-drogue répressive. Avant la commémoration de 1992, il donne une nouvelle fois sa vision de l'aventure de Christophe Colomb avec Johan Padan à la découverte des Amériques (Johan Padan a la descoverta delle Americhe).
Il obtient la consécration internationale pour son abondante production théâtrale en se voyant attribuer le prix Nobel de littérature en 1997, récompense surprise qui partage la presse et les critiques.

### Années 2000

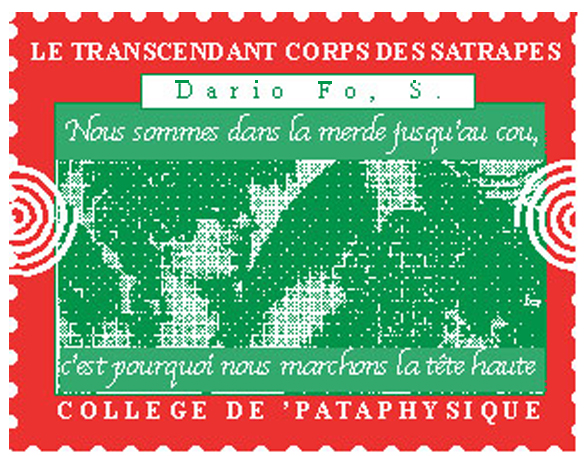
Timbre du Collège de ’Pataphysique dédié au Satrape Dario Fo, réalisé par Jean-Max Albert Rt, 2001.

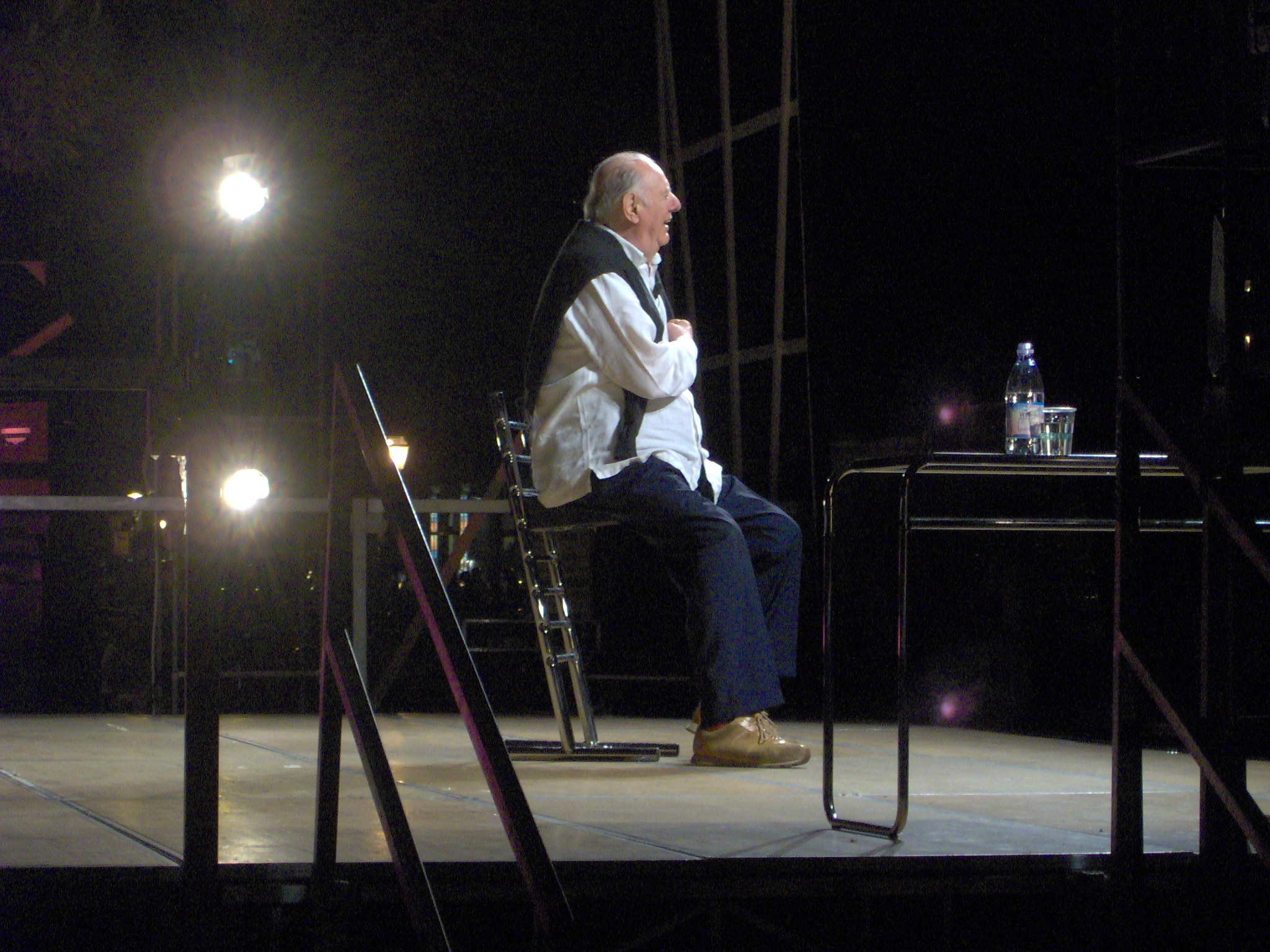
Dario Fo au MondoMare Festival à Lerici (2007).

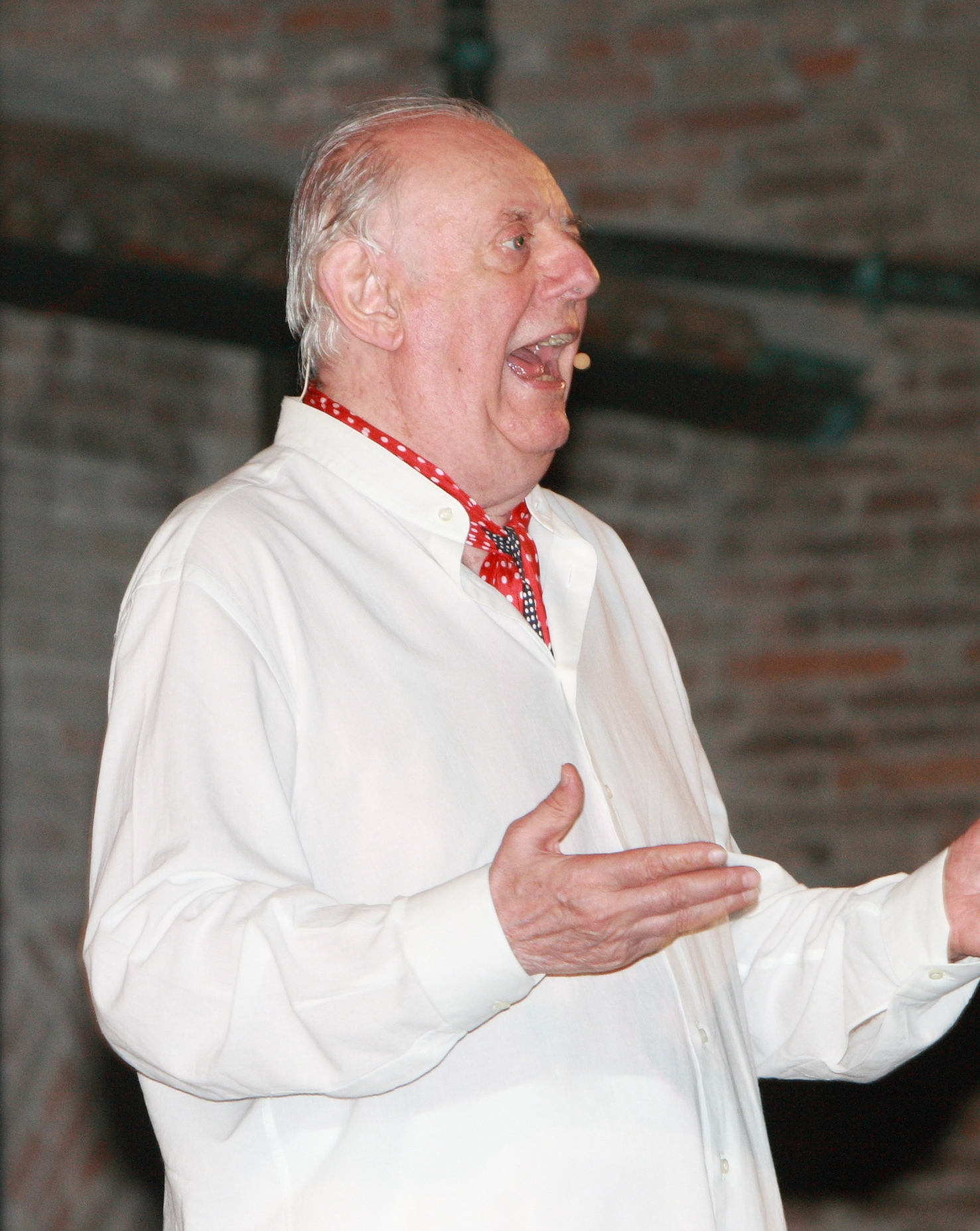
Dario Fo à Cesena (2008).

Dario Fo gagne également un Molière, à Paris, en 2000 pour Mort accidentelle d'un anarchiste puis devient l'un des premiers satrapes étrangers du Collège de ’Pataphysique en 2001 avec notamment Umberto Eco.
Dans les années 2000, il écrit des charges contre Silvio Berlusconi et ses démêlés judiciaires dans Ubu roi, Ubu bas, et L'anomalo bicefalo. Il met en doute la thèse officielle du gouvernement américain concernant les évènements du 11 septembre 2001. Il participe au film Zéro : enquête sur le 11 septembre du journaliste et député européen italien Giulietto Chiesa.
Engagé politiquement depuis longtemps, il se présente aux primaires de l'Union des partis de centre-gauche pour les élections du 29 janvier 2006 à la mairie de Milan et obtient plus de 23 % des voix, contre Bruno Ferrante qui arrivé le premier avec le 67,75 % sera désigné candidat. Il se présente donc à ces élections avec une liste civique qui obtient le 2,12 % des voix et est élu conseiller municipal .
En 2006, il est nommé docteur honoris causa de la prestigieuse université de Rome « La Sapienza », comme avant lui Luigi Pirandello et Eduardo De Filippo.
En 2008, il publie avec cinq autres prix Nobel (Mikhaïl Gorbatchev, Desmond Tutu, Günter Grass, Orhan Pamuk et Rita Levi-Montalcini) une tribune pour dénoncer le sort de Roberto Saviano, dont la tête est mise à prix par la mafia et en appeler à la responsabilité de l'État italien dans sa lutte contre le crime organisé.

### Années 2010
En 2010, l’œuvre de Dario Fo est particulièrement reconnue en France : sa pièce Mystère bouffe fait son entrée au répertoire de la Comédie-Française (mise en scène par Muriel Mayette), où il a été lui-même un metteur en scène apprécié autrefois, et ses pièces sont inscrites au programme du concours de l'agrégation d'italien.
Son épouse, Franca Rame, née en 1929, meurt à Milan, le 29 mai 2013.
En 2013, pour les élections italiennes, il soutient le comique Beppe Grillo et le Mouvement 5 étoiles.
Dario Fo est mort à l'hôpital Sacco de Milan le 13 octobre 2016.

## Publications

### En italien
- Gli arcangeli non giocano a flipper
- Aveva due pistole con gli occhi bianchi e neri
- Chi ruba un piede è fortunato in amore
- Isabella, tre caravelle e un cacciaballe
- Settimo: ruba un po’ meno
- La colpa è sempre del diavolo
- Grande pantomima con bandiere e pupazzi piccoli e medi
- L’operaio conosce 300 parole, il padrone 1000: per questo è il padrone.
- Legami pure che tanto io spacco tutto lo stesso
- Vorrei morire anche stasera se dovessi pensare che non è servito a niente
- Tutti uniti! Tutti insieme! Ma scusa, quello non è il padrone ?
- Fedayn
- Il telaio
- Mistero Buffo
- Ci ragiono e canto
- La marcolfa
- Gli imbianchini non hanno ricordi
- I tre bravi
- Non tutti i ladri vengono per nuocere
- Un morto da vendere
- I cadaveri si spediscono e le donne si spogliano
- L’uomo nudo e l’uomo in frac
- Canzoni e ballate
- Morte accidentale di un anarchico
- La signora è da buttare
- Coppia aperta, quasi spalancata
- 25 monologhi per una donna
- Una giornata qualunque
- Il papa e la strega
- Il primo miracolo del bambino gesù
- Dialogo con i matti
- Johan Padan a la descoverta de le Americhe
- Il diavolo con le zinne
- Lu santo jullare Francesco
- Il tempio degli uomini liberi
- Ubu roi, Ubu bas
- L’anomalo bicefalo
- L'Apocalisse rimandata
- La figlia del papa

### En français
- Mystère bouffe (Éd. de l'Arche) (Mistero buffo, 1969)
- Mort accidentelle d'un anarchiste (Éd. de l'Arche) (Morte accidentale di un anarchico, 1970)
- Faut pas payer ! (Non Si Paga! Non Si Paga!, 1974)
- Récits de femmes et autres histoires, en collaboration avec Franca Rame (Éd. de l'Arche) (Parliamo di donne, 1977)
- Histoire du tigre et autres histoires (Éd. de l'Arche) (La storia della tigre, 1978)
- Klaxon et Trompettes… et Pétarades (Clacson, trombette e pernacchi, 1981)
- Couple ouvert à deux battants, en collaboration avec Franca Rame (Éd. de l'Arche) (Coppia aperta, quasi spalancata, 1983)
- Premières Farces
- Le Gai Savoir de l’acteur (Éd. de l'Arche)
- Johan Padan à la découverte des Amériques (Éd. de l'Arche) (Johan Padan a la descoverta de le Americhe, 1997)
- Le Pays de Mezaràt, mes sept premières années et un peu plus (Plon, 2004,  (ISBN 2-259-19932-1), Ed. Orig.  (ISBN 88-07-01626-5).
- Le Monde selon Fo (Fayard) (Il mondo secondo Fo, 2007) - Une entrevue avec Giuseppina Manin
- Amour et Dérision (Fayard, janvier 2010,  (ISBN 978-2-213-63735-8)  (L'amore e lo sghignazzo, 2007) Editeur Ugo guanda, Parme. 5 récits : dont l'histoire d'Héloïse et Abélard
- L'Apocalypse différée ou à nous la catastrophe (Fayard, 2010,  (ISBN 978-2-213-64386-1) (L'Apocalisse rimandata, ovvero Benvenuta catastrofe!, 2008) - Une réflexion écologique.
- La Fille du pape (La Figlia del Papa, 2014) (Grasset, 2015)  (ISBN 978-2-246-85525-5)